# Cafè Europa
Cafè Europa, Café Europe o Cafè d'Europe va ser una iniciativa cultural de la presidència Austríaca durant la seva presidència de la Unió Europea, que es va celebrar durant el dia d'Europa (9 de maig de 2006) en 27 cafeteries de les capitals dels 25 països de la Unió Europea i els dos països que posteriorment es van unir a començaments de l'any 2007.

## L'Europa dolça
La iniciativa va incloure la presentació de la denominada «Sweet Europe» (La dolça Europa), on es fa mostra dels dolços més típics a les regions europees i membres de la Unió.
| Alemanya      | Streuselkuchen                   |
| Àustria       | Gugelhupf                        |
| Bèlgica       | Gofres (Waffles)                 |
| Bulgària      | Arròs i llet (мляко с ориз)      |
| Txèquia       | Kolach                           |
| Xipre         | Baclava (μπακλαβάς)              |
| Dinamarca     | Wienerbrød                       |
| Eslovàquia    | Strudel (orechovy zavin)         |
| Eslovènia     | Prekmurska gibanica              |
| Espanya       | Pastís de Santiago               |
| Estònia       | Kaerahelbeküpsised               |
| Finlàndia     | Laskiaispulla                    |
| França        | Madeleines                       |
| Grècia        | Vasilopita (Βασιλόπιτα)          |
| Hongria       | Pastís Dobos                     |
| Irlanda       | Scones                           |
| Itàlia        | Tiramisú                         |
| Letònia       | Rupjmaizes kartojums             |
| Lituània      | Šakotis                          |
| Luxemburg     | Apfeltorte (Pastís de poma)      |
| Malta         | Imqaret                          |
| Països Baixos | Tompoucen                        |
| Polònia       | Mazurek kajmakowy                |
| Portugal      | Pastéis de nata                  |
| Regne Unit    | Shortbread                       |
| Romania       | Cozonac                          |
| Suècia        | Rollets de canyella (kanelbulle) |